# جان تايلور
جان تايلور (بالإنجليزية: Jean Taylor)‏ هي رياضياتية أمريكية، ولدت في 17 سبتمبر 1944 في سان ماتيو في الولايات المتحدة.

## وصلات خارجية
- جان تايلور على موقع الموسوعة البريطانية (الإنجليزية)